# 2015年自由民主党総裁選挙
2015年自由民主党総裁選挙（2015ねんじゆうみんしゅとうそうさいせんきょ）は、2015年9月8日に行われた日本の自由民主党の党首である総裁の選挙である。

## 概要
2012年自由民主党総裁選挙の任期満了に伴い実施された。9月8日告示、9月20日投開票の予定であったが、現職の安倍晋三以外の立候補者がおらず、安倍が無投票再選を果たした。総裁選が無投票であったのは2001年の小泉純一郎総裁以来14年ぶり。安倍のほかに、前党総務会長の野田聖子が出馬に意欲を見せたが、20人の推薦人を集めることができず、告示日に出馬断念を表明した。野田は後に、当初は20人を超える推薦人を確保したものの、安倍側からの引きはがしで20人を割り込んだと主張した。

## 推薦人一覧
| 候補者     | 安倍晋三     |
| ---------- | ------------ |
| 推薦人代表 | 河村建夫     |
| 推薦人     | 亀岡偉民     |
| 推薦人     | 鈴木淳司     |
| 推薦人     | 塩谷立       |
| 推薦人     | 渡嘉敷奈緒美 |
| 推薦人     | 若宮健嗣     |
| 推薦人     | 寺田稔       |
| 推薦人     | 宮川典子     |
| 推薦人     | 森山裕       |
| 推薦人     | 熊田裕通     |
| 推薦人     | 大野敬太郎   |
| 推薦人     | 斎藤健       |
| 推薦人     | 小里泰弘     |
| 推薦人     | 吉川貴盛     |
| 推薦人     | 髙階恵美子   |
| 推薦人     | 山下雄平     |
| 推薦人     | 磯崎仁彦     |
| 推薦人     | 中原八一     |
| 推薦人     | 中西祐介     |
| 推薦人     | 上野通子     |